# Monte Carlo Masters 2010 - Qualificazioni singolare
Le qualificazioni del singolare del Monte Carlo Masters 2010 sono state un torneo di tennis preliminare per accedere alla fase finale della manifestazione. I vincitori dell'ultimo turno sono entrati di diritto nel tabellone principale. In caso di ritiro di uno o più giocatori aventi diritto a questi sono subentrati i lucky loser, ossia i giocatori che hanno perso nell'ultimo turno ma che avevano una classifica più alta rispetto agli altri partecipanti che avevano comunque perso nel turno finale.
Le qualificazioni del Monte Carlo Masters 2010 prevedevano 28 partecipanti di cui 7 sono entrati nel tabellone principale.

## Teste di serie
1. Serhij Stachovs'kyj (primo turno)
2. Aleksandr Dolhopolov (Qualificato)
3. Jarkko Nieminen (Qualificato)
4. Peter Luczak (Qualificato)
5. Thiemo De Bakker (Qualificato)
6. Illja Marčenko (primo turno)
7. Arnaud Clément (ultimo turno)

1. Óscar Hernández (ultimo turno)
2. Miša Zverev (ultimo turno)
3. Marcel Granollers (Qualificato)
4. Andrej Golubev (Qualificato)
5. Daniel Gimeno Traver (Qualificato)
6. Igor' Kunicyn (ultimo turno)
7. Tejmuraz Gabašvili (ultimo turno)

## Qualificati
1. Daniel Gimeno Traver
2. Aleksandr Dolhopolov
3. Jarkko Nieminen
4. Peter Luczak

1. Thiemo De Bakker
2. Marcel Granollers
3. Andrej Golubev

## Tabellone

### Legenda
| - Q = Qualificato - WC = Wild card - LL = Lucky loser | - ALT = Alternate - SE = Special Exempt - PR = Protected Ranking | - w/o = Walkover - r = Ritirato - d = Squalificato |

### Sezione 1
|  | Primo turno | Primo turno     | Primo turno     | Primo turno | Primo turno |  |  | Ultimo turno | Ultimo turno    | Ultimo turno | Ultimo turno | Ultimo turno |  |
|  |             |                 |                 |             |             |  |  |              |                 |              |              |              |  |
|  |             | Iván Navarro    | 3               | 6           | 6           |  |  |              |                 |              |              |              |  |
|  | 1           | S Stachovs'kyj  | 6               | 3           | 4           |  |  |              | Iván Navarro    | 6            | 6            | 0            |  |
|  | 12          | D Gimeno Traver | D Gimeno Traver | 6           | 6           |  |  | 12           | D Gimeno Traver | 2            | 7            | 6            |  |
|  |             | Thomas Oger     | Thomas Oger     | 3           | 1           |  |  |              |                 |              |              |              |  |

### Sezione 2
|  | Primo turno | Primo turno      | Primo turno      | Primo turno | Primo turno |  |  | Ultimo turno | Ultimo turno | Ultimo turno | Ultimo turno | Ultimo turno |  |
|  |             |                  |                  |             |             |  |  |              |              |              |              |              |  |
|  | 2           | A Dolhopolov     | A Dolhopolov     | 6           | 6           |  |  |              |              |              |              |              |  |
|  |             | Santiago Ventura | Santiago Ventura | 4           | 4           |  |  | 2            | A Dolhopolov | A Dolhopolov | 6            | 6            |  |
|  | 9           | Miša Zverev      | Miša Zverev      | 7           | 6           |  |  | 9            | Miša Zverev  | Miša Zverev  | 3            | 4            |  |
|  |             | David Guez       | David Guez       | 68          | 4           |  |  |              |              |              |              |              |  |

### Sezione 3
|  | Primo turno | Primo turno     | Primo turno     | Primo turno | Primo turno |  |  | Ultimo turno | Ultimo turno    | Ultimo turno    | Ultimo turno | Ultimo turno |  |
|  |             |                 |                 |             |             |  |  |              |                 |                 |              |              |  |
|  | 3           | Jarkko Nieminen | Jarkko Nieminen | 7           | 6           |  |  |              |                 |                 |              |              |  |
|  |             | Serhij Bubka    | Serhij Bubka    | 5           | 2           |  |  | 3            | Jarkko Nieminen | Jarkko Nieminen | 6            | 6            |  |
|  | 8           | Ó Hernández     | 2               | 6           | 6           |  |  | 8            | Ó Hernández     | Ó Hernández     | 3            | 3            |  |
|  |             | Ivan Dodig      | 6               | 3           | 3           |  |  |              |                 |                 |              |              |  |

### Sezione 4
|  | Primo turno | Primo turno      | Primo turno      | Primo turno | Primo turno |  |  | Ultimo turno | Ultimo turno  | Ultimo turno  | Ultimo turno | Ultimo turno |  |
|  |             |                  |                  |             |             |  |  |              |               |               |              |              |  |
|  | 4           | Peter Luczak     | 63               | 6           | 6           |  |  |              |               |               |              |              |  |
|  |             | Stefan Koubek    | 7                | 4           | 4           |  |  | 4            | Peter Luczak  | Peter Luczak  | 6            | 6            |  |
|  | 13          | Igor' Kunicyn    | Igor' Kunicyn    | 7           | 6           |  |  | 13           | Igor' Kunicyn | Igor' Kunicyn | 1            | 2            |  |
|  |             | É Roger-Vasselin | É Roger-Vasselin | 62          | 3           |  |  |              |               |               |              |              |  |

### Sezione 5
|  | Primo turno | Primo turno      | Primo turno      | Primo turno | Primo turno |  |  | Ultimo turno | Ultimo turno     | Ultimo turno     | Ultimo turno | Ultimo turno |  |
|  |             |                  |                  |             |             |  |  |              |                  |                  |              |              |  |
|  | 5           | Thiemo De Bakker | Thiemo De Bakker | 6           | 7           |  |  |              |                  |                  |              |              |  |
|  |             | Alberto Martín   | Alberto Martín   | 2           | 5           |  |  | 5            | Thiemo De Bakker | Thiemo De Bakker | 6            | 7            |  |
|  | 14          | T Gabašvili      | T Gabašvili      | 6           | 6           |  |  | 14           | T Gabašvili      | T Gabašvili      | 4            | 5            |  |
|  |             | George Bastl     | George Bastl     | 2           | 2           |  |  |              |                  |                  |              |              |  |

### Sezione 6
|  | Primo turno | Primo turno     | Primo turno     | Primo turno | Primo turno |  |  | Ultimo turno | Ultimo turno | Ultimo turno | Ultimo turno | Ultimo turno |  |
|  |             |                 |                 |             |             |  |  |              |              |              |              |              |  |
|  |             | B Balleret      | B Balleret      | 6           | 6           |  |  |              |              |              |              |              |  |
|  | 6           | Illja Marčenko  | Illja Marčenko  | 2           | 4           |  |  |              | B Balleret   | 4            | 7            | 3            |  |
|  | 10          | M Granollers    | M Granollers    | 6           | 7           |  |  | 10           | M Granollers | 6            | 65           | 6            |  |
|  |             | Josselin Ouanna | Josselin Ouanna | 1           | 5           |  |  |              |              |              |              |              |  |

### Sezione 7
|  | Primo turno | Primo turno    | Primo turno | Primo turno | Primo turno |  |  | Ultimo turno | Ultimo turno   | Ultimo turno   | Ultimo turno | Ultimo turno |  |
|  |             |                |             |             |             |  |  |              |                |                |              |              |  |
|  | 7           | Arnaud Clément | 5           | 7           | 6           |  |  |              |                |                |              |              |  |
|  |             | Artem Smyrnov  | 7           | 5           | 2           |  |  | 7            | Arnaud Clément | Arnaud Clément | 1            | 2            |  |
|  | 11          | Andrej Golubev | 3           | 7           | 7           |  |  | 11           | Andrej Golubev | Andrej Golubev | 6            | 6            |  |
|  |             | Frederico Gil  | 6           | 64          | 64          |  |  |              |                |                |              |              |  |